# 朝融王妃知子女王
朝融王妃 知子女王（あさあきらおうひ ともこじょおう、1907年〈明治40年〉5月18日 - 1947年〈昭和22年〉6月28日）は、日本の皇族。伏見宮博恭王と同妃経子の第3王女子。久邇宮朝融王の妃。香淳皇后の義姉。

## 生涯
1907年（明治40年）5月18日午前10時45分、伏見宮博恭王と同妃経子の第3王女子（第6子）として誕生。15分先に生まれた敦子女王（清棲幸保伯爵夫人）とは一卵性の双生児姉妹である。なお、後から生まれたほうを兄または姉とする風習もあるが、出生順通り、先に生まれた敦子女王が姉である。双生児であることは誕生当初から公表され、2人は引き離されることなく、ともに養育された。1925年（大正14年）に結婚し、朝融王妃となる。1947年（昭和22年）、皇籍離脱の約4か月前に40歳で薨去。

## 栄典
- 1925年（大正14年）1月21日 - 勲二等宝冠章[3]
- 1935年（昭和10年）2月8日 - 勲一等宝冠章[4]
- 1940年（昭和15年）8月15日 - 紀元二千六百年祝典記念章[5]

## 血縁
- 父：伏見宮博恭王
- 母：徳川経子（徳川慶喜9女）
- 兄弟：博義王 - 恭子女王 - 博忠王 - 博信王 - 敦子女王 - 知子女王 - 博英王
- 夫：久邇宮朝融王
- 子：
  - 第1王女：正子女王（1926年 - ） - 龍田徳彦伯爵に降嫁。後、離婚。
  - 第2王女：朝子女王（1927年 - 1964年） - 島津齊視男爵と結婚。
  - 第1王子：邦昭王（1929年 - ）
  - 第3王女：通子女王（1933年 - ） - 酒井省吾と結婚。
  - 第4王女：英子女王（1937年 - ） - 木下雄三と結婚。
  - 第2王子：朝建王（1940年 - ） - 西村俊一長女の櫻子と結婚。
  - 第5王女：典子女王（1941年 - ） - 古河潤之助と結婚。
  - 第3王子：朝宏王（1944年 - ） - 宮澤吉弘長女の澄子と結婚。